# Chromadora kreisi
Chromadora kreisi är en rundmaskart som beskrevs av Stekhoven och Adam 1931. Chromadora kreisi ingår i släktet Chromadora och familjen Chromadoridae. Inga underarter finns listade i Catalogue of Life.